# Ekaterina Alekseevna Furceva
Ekaterina Alekseevna Furceva (in russo Екатерина Алексеевна Фурцева?; Vyšnij Voločëk, 7 dicembre 1910 – Mosca, 24 ottobre 1974) è stata una politica sovietica.
Fu probabilmente la donna più influente nella politica sovietica e la seconda (dopo Elena Stasova) ad essere ammessa nel Politburo del Comitato centrale del PCUS.

## Biografia
Nata a Vyšnij Voločëk, fino al 1940 lavorò come operaia presso una fabbrica tessile di Mosca. Fu una attivista minore del PCUS sia a Kursk che in Crimea e si laureò come ingegnere chimico nel 1941 presso l'Istituto di Tecnologia Chimica di Mosca.
La sua carriera politica cominciò sotto il regime di Stalin, quando divenne attiva negli affari del Komsomol, l'organizzazione giovanile del PCUS, accedendo alla segreteria della sede moscovita del partito. Nel 1952 tenne un discorso al XIX Congresso del Partito Comunista dell'Unione Sovietica, l'ultimo dell'era staliniana.
Dopo l'affermazione di Nikita Chruščёv, fu nominata Primo Segretario del Comitato Centrale del PCUS di Mosca, mantenendo la carica dal 1954 al 1957.
Uno degli episodi maggiormente noti è quello della censura del noto attore Boris Babočkin, che aveva parodiato satiricamente la leadership sovietica. La Furceva, nel pieno dell'escalation della sua carriera politica, esercitò pressioni sugli operatori cinematografici e teatrali sovietici affinché rifiutassero di ingaggiare Babočkin.
Con il XX Congresso del Partito Comunista dell'Unione Sovietica fu inserita nel Politburo. Aderì alle politiche riformiste di Chruščёv e al processo di destalinizzazione, che portò alla rimozione di importanti esponenti del comunismo sovietico quali Vjačeslav Molotov, Georgij Malenkov e Lazar' Kaganovič.
Ebbe una relazione con l'ambasciatore sovietico in Jugoslavia Nikolaj Firjubin, scandalizzando i vertici del PCUS. La relazione la portava a recarsi spesso in Jugoslavia e, dopo la nomina di Firjubin a vice-Ministro degli Esteri, i due si sposarono.
Come Ministro della Cultura, esercitò forte influenza sulla cultura e la società sovietica, nei quattordici anni in cui ricoprì la carica, dal 1960 al 1974. Dopo il caso Babočkin, la sua influenza su cinema e teatro crebbe notevolmente, portando numerosi attori, artisti, musicisti e registi sovietici a cercare la sua amicizia e protezione quali assicurazioni per la propria carriera.
Probabilmente caduta nell'alcolismo, nel 1974 non riuscì ad essere rieletta al Soviet Supremo, dopo essere stata sanzionata dal partito per "stravaganza". Morì a Mosca pochi mesi dopo, ufficialmente per problemi cardiaci, sebbene voci di corridoio parlassero di un suicidio derivante dagli scandali e dalla caduta in disgrazia.